# Freddie McCoy
Freddie McCoy (29. listopadu 1932 – 27. září 2009) byl americký vibrafonista. Od roku 1961 spolupracoval s varhaníkem Johnnym „Hammond“ Smithem. Počínaje rokem 1965 vydával vlastní alba na značce Prestige Records. Prvním z nich bylo Lonely Avenue, posledním Listen Here z roku 1968 (celkem pro toto vydavatelství nahrál sedm alb). V roce 1971 nahrál album Gimme Some!, které vydala společnost Cobblestone Records. Obsahuje coververze písní například od kapel The Beatles a The Doors, stejně jako skladby od jazzových hudebníků. Během své kariéry spolupracoval s mnoha hudebníky, mezi něž patří například Bernard Purdie, Melba Liston, Steve Davis, Laurdine Patrick a Tate Houston.